# 畠中道雄
畠中 道雄（はたなか みちお、1926年3月20日 - 2016年11月5日）は、日本の経済学者、大阪大学名誉教授。専門は計量経済学（とくに時系列分析）。Ph.D.（ヴァンダービルト大学）。福岡県出身。
大阪大学社会経済研究所（以下、阪大社研）において、森嶋通夫や二階堂副包と共に阪大社研の黄金時代を現出する。森嶋らの離任後は後任の稲田献一らと共に研究業績をあげ、内紛後の阪大社研を盛り立てた。計量経済学研究の第一人者であり、Econometrica等、世界的ジャーナルの編者も務めた。Econometric Societyのフェロー。

## 略歴
- 1949年 - 東京帝国大学経済学部経済学科卒業
ヴァンダービルト大学大学院経済学専攻博士課程修了
東北大学助教授
- 1958年 - プリンストン大学計量経済研究所研究員
- 1960年 - プリンストン大学経済学部助教授
- 1963年 - ロチェスター大学経済学部准教授
- 1966年 - 大阪大学社会経済研究所教授
- 1980年 - 大阪大学経済学部教授（経済学科統計学講座）
- 1983年 - 大阪大学経済学部長
- 1989年 - 大阪大学名誉教授、帝塚山大学経済学部教授

学内における役職
- 大阪大学社会経済研究所所長（第2代、1969年から1971年まで）
- 大阪大学社会経済研究所所長（第7代、1979年から1980年まで）

## 受賞歴
- 日経・経済図書文化賞（第40回、1997年）
- 日本統計学会賞（第6回、2001年）[1]
- 瑞宝中綬章（2004年）[2][3]
- 正四位（2016年、没後）[4]

## 著書

### 単著
- 『計量経済学の方法』（創文社<創文社現代経済学選書> 初版・1991年、改訂版・1996年）
- Time-series-based econometrics:unit roots and co-integrations Oxford University Press 1996（第40回日経経済図書文化賞受賞）

### 共著
- Spectral Analysis of Economic Time Series, Princeton University Press 1964 (クライヴ・グレンジャーとの共著）
- 『統計学』（鈴木篤との共著、東洋経済新報社<経済学入門叢書>、1970年）